# Reforma, Veracruz
Reforma är en ort i Mexiko.   Den ligger i kommunen Nogales och delstaten Veracruz, i den sydöstra delen av landet, 210 km öster om huvudstaden Mexico City. Reforma ligger 1 425 meter över havet och antalet invånare är 355.
Terrängen runt Reforma är varierad. Reforma ligger nere i en dal. Runt Reforma är det ganska tätbefolkat, med 134 invånare per kvadratkilometer. Närmaste större samhälle är Orizaba, 10,0 km öster om Reforma. I omgivningarna runt Reforma växer huvudsakligen savannskog.